# Zagrody (Maszki)
Zagrody – część wsi Maszki w Polsce położona w województwie lubelskim, w powiecie lubelskim, w gminie Wojciechów.
W latach 1975–1998 część wsi administracyjnie należała do ówczesnego województwa lubelskiego.